# Муэн
Муэн (нем. Muhen) — коммуна в Швейцарии, в кантоне Аргау.
Входит в состав округа Арау.  Население коммуны составляет 4112 человек (31 декабря 2023). Официальный код  —  4009.